# Sambandsflokkurin
Sambandsflokkurin (dansk: Sambandspartiet, navnet betyder Forbundspartiet) er et liberalt færøsk parti med fokus på erhvervsudvikling og kulturelle spørgsmål. Partiet støtter rigsfællesskabet med Danmark. Sambandspartiet er stiftet i 1906 med rod i bondebefolkningen, og partiet har uden afbrydelse været repræsenteret i Lagtinget siden. 
24. oktober 2015 blev Bárður á Steig Nielsen valgt til formand for Sambandflokkurin. 
Partiet har 1 af de 2 færøske pladser i det danske Folketing, hvor de er repræsenteret ved Edmund Joensen.

## Historie
Sambandspartiet er stiftet i 1906. Tretten af Lagtingets 22 medlemmer meddelte i en artikel Dimmalætting, at de havde stiftet et politisk parti, og at de kaldte sig sambandsmænd. 
Partidannelsen skete som reaktion mod de nationalistiske strømninger på Færøerne i slutningen af 1800-tallet. Specielt var selvstyrebevægelsens krav om officiel anerkendelse af det færøske sprog noget Sambandsflokkurins stiftere frygtede ville få negative konsekvenser for Færøernes stilling i det danske rige. Kort tid efter blev Sjálvstýrisflokkurin stiftet som en reaktion på Sambandsflokkurin. Dermed begyndte partipolitikken på Færøerne, og de to partier blev hovedmodstanderne i færøsk politik frem til 1930'erne. Fríðrikur Petersen blev valgt til Sambandsflokkurins første formand, og det første partiprogram blev skrevet.

### Sprogkampen
Fra begyndelsen var Sambandsflokkurin imod færøsk som officielt spog og arbejdede for at dansk fortsat skulle bruges i skole, kirke og offentlig administration. Partiet tiltrak sig derfor en del lærere, gejstlige og embedsmænd, som havde en naturlig interesse i at forsvare dansks stilling, mens Sjálvstýrisflokkurin fik støtte af det meste af den kulturelle elite. Sprogsagen fortsatte med at være den vigtigste politiske sag helt frem til færøsk blev officielt sprog i 1938. Siden har Sambandsflokkurin støttet færøsk som hovedsprog, men ønsker samtidig at fortsætte danskundervisningen  i folkeskolen og gymnasiet.

### Folkeafstemning og hjemmestyre
Ved folkeafstemningen om selvstyre i 1946 fik ja-siden et knapt flertal, hvilket sendte chokbølger gennem Sambandsflokkurin. Imidlertid blev resultatet ikke godkendt af den danske regering, men Færøerne fik udvidet selvstyre med Hjemmestyreloven af 1948. Formanden for Sambandsflokkurin siden 1924, Andrass Samuelsen, dannede derefter regering og blev Færøernes første lagmand. Samuelsen gik samtidig af som partiformand og blev efterfulgt af Johan Poulsen. Andrass Samuelsens regering blev siddende til 1950, da partifællen Kristian Djurhuus tog over. Djurhuus måtte gå af i 1958, men blev igen lagmand fra 1968 til 1970. I 1970'erne blev færøsk politik domineret af socialdemokraten Atli Dam, men i 1981 blev Sambandsflokkurins Pauli Ellefsen regeringleder. Ellefsen havde da ledet partiet siden 1974, og sad frem til 1990, da Edmund Joensen tog over. Joensen og Sambandsflokkurin fik gode valgresultater efter finanskrisen på Færøerne 1989–1995 (største parti ved lagtingsvalget 1994), og Joensen kunne derfor danne regering i 1994. Ved lagtingsvalget 1998 fik partiet derimod en tilbagegang på to mandater og blev reduceret til fjerdestørste parti. Sambandsfolkene måtte derfor forlade regeringskontorerne til fordel for de tre selvstyrepartier: Fólkaflokkurin, Tjóðveldi og Sjálvstýrisflokkurin.

### Moderne tid
Selv om partiet blev størst ved valget i 2002 under ledelse af Lisbeth L. Petersen, kom partiet ikke i regering. Den 31. januar 2004 gik partiet i landsstyresamarbejde ("Samgonga") med Fólkaflokkurin og Javnaðarflokkurin, med Jóannes Eidesgaard fra Javnaðarflokkurin som lagmand. Kaj Leo Johannesen blev formand for Sambandsflokkurin samme år. Samarbejdet mellem partierne brød sammen i 2008. Senere samme år måtte Javnaðarflokkurin alligevel erstatte Miðflokkurin og Tjóðveldi med sine to tidligere samarbejdspartnere, og Kaj Leo Johannesen blev lagmand. Johannesen fortsatte som leder af en mindretalsregering mellem Sambandsflokkurin og Javnaðarflokkurin, efter at Fólkaflokkurin brød ud som følge af uoverensbestemmelser om den økonomiske politik. 
Ved valget i 2011 fik partiet 24,7% af stemmerne og 8 af de 33 pladser i Lagtinget. 
Den 31. januar 2004 gik partiet i landsstyresamarbejde ("Samgonga") med Fólkaflokkurin og Javnaðarflokkurin. 
Efter lagtingsvalget 29. oktober 2011 dannede partiet regering med tre andre partier: Fólkaflokkurin, og de to små midterpartier Miðflokkurin og Sjálvstýrisflokkurin. Sambandsflokkurin fik tildelt tre poster i landsstyret: lagmanden, erhvervsministeren og kulturministeren. I 2013 udtrådte Sjálvstýrisflokkurin af regeringen.
Ved lagtingsvalget 20. september 2015 mistede partiet tre mandater, efter at have været involveret i flere skandaler, og måtte gå i opposition.

## Partiledere
- Fríðrikur Petersen (1906-1917)
- Oliver Effersøe (1917-1924)
- Andras Samuelsen (1924-1948)
- Johan Poulsen (1948-1970)
- Trygvi Samuelsen (1970-1974)
- Pauli Ellefsen (1974-1990)
- Edmund Joensen (1990-2001)
- Lisbeth L. Petersen (2001-2004)
- Kaj Leo Johannesen (2004-2015)
- Bárður á Steig Nielsen (2015-)

## Partiets lagtingsgruppe siden 2015
- Edmund Joensen
- Kaj Leo Holm Johannesen
- Bárður á Steig Nielsen
- Magnus Rasmussen
- Bjørn Kalsø
- Magni Laksáfoss

## Sambandsflokkurinslagmænd
- Andreas Samuelsen 1948 – 1950
- Kristian Djurhuus 1950 – 1958, 1968 – 1970
- Pauli Ellefsen 1981 – 1985
- Edmund Joensen 1994 – 1998
- Kaj Leo Johannesen 2008 - 2015

## Uddrag af partiets program
- At udbygge et tættere samarbejde med Danmark og den Europæiske Union.
- At den sociale lovgivning udformes således, at den sociale sektor er på højde med de andre nordiske lande.
- At alle færøske familier kan bo i eget hus eller lejlighed, og muligheden for at leje bolig bør også være til stede, og at de ældre fortsat kan blive boende i deres eget hjem.
- At skolevæsenet altid er på højde med de krav, der stilles i et højt udviklet samfund.
- At arbejde for at støtte og styrke færøsk kultur og åndsliv, ligesom partiet vil arbejde for, at færinger får et godt kendskab til dansk og udenlandsk kultur og åndsliv.

## Resultater ved lagtingsvalg
| Valg | Stemmeandel | Mandater |
| ---- | ----------- | -------- |
| 1906 | 62,4%       | 12       |
| 1908 | 66,1%       | 13       |
| 1910 | 72,3%       | 13       |
| 1912 | 52,3%       | 13       |
| 1914 | 52,8%       | 12       |
| 1916 | 37,9%       | 10       |
| 1918 | 50,3%       | 9        |
| 1920 | 58,4%       | 10       |
| 1924 | 58,7%       | 13       |
| 1928 | 46,1%       | 10       |
| 1932 | 50,1%       | 11       |
| 1936 | 33,7%       | 8        |
| 1940 | 32,3%       | 8        |
| 1943 | 28,3%       | 8        |
| 1945 | 24,4%       | 6        |
| 1946 | 28,7%       | 6        |
| 1950 | 27,3%       | 7        |
| 1954 | 26,0%       | 7        |
| 1958 | 23,7%       | 7        |
| 1962 | 20,3%       | 6        |
| 1966 | 23,7%       | 6        |
| 1970 | 21,7%       | 6        |
| 1974 | 19,1%       | 5        |
| 1978 | 26,3%       | 8        |
| 1980 | 23,9%       | 8        |
| 1984 | 21,2%       | 7        |
| 1988 | 21,2%       | 7        |
| 1990 | 18,9%       | 6        |
| 1994 | 23,4%       | 8        |
| 1998 | 18,0%       | 6        |
| 2002 | 26,0%       | 8        |
| 2004 | 23,7%       | 7        |
| 2008 | 21,0%       | 7        |
| 2011 | 24,7%       | 8        |
| 2015 | 18,8%       | 6        |